# 弦楽四重奏曲第2番 (ブラームス)
弦楽四重奏曲第2番イ短調 作品51-2は、ヨハネス・ブラームスが第1番ハ短調 作品51-1と同時に、1873年に発表した。これらの2曲は著名な外科医でありアマチュアの音楽家であった親友テオドール・ビルロートに捧げられている。 しかし音楽上の助言はブラームスの友人のヴァイオリニスト、ヨーゼフ・ヨアヒムから多くを受けており、弦楽四重奏曲第2番の初演はヨアヒムの率いる弦楽四重奏団によって行われている。
作曲の背景は、第1番の項を参照。

## 曲の構成
ブラームスの残した全3曲の弦楽四重奏曲中、最も柔和な表情を持った曲風である。くつろいだ抒情的な雰囲気は、同時に出版された、劇的で力強い第1番とは対照的に作曲されている。
- 第1楽章 Allegro non troppo （イ短調、ソナタ形式）
曲の冒頭に第1ヴァイオリンによって奏される第1主題は、F-A-Eの音列から始まっており、ヨアヒムの有名なモットー「Frei Aber Einsam（自由だが孤独に）」にちなんでいると言われる。
- 第2楽章 Andante moderato （イ長調、三部形式）
- 第3楽章 Quasi Menuetto, moderato （イ短調、三部形式）
- 第4楽章 Finale. Allegro non assai （イ短調、ロンド形式）

演奏時間は35分ほど。

## 編成
- 第1ヴァイオリン
- 第2ヴァイオリン
- ヴィオラ
- チェロ